# Bobby Jarzombek
Bobby Jarzombek (ur. 9 września 1963 w Austin w stanie Teksas) – amerykański perkusista heavymetalowy. Jarzombek grę na instrumencie rozpoczął w wieku dziewięciu lat. Już jako nastolatek występował w wielu lokalnych zespołach, popularność zdobył występując z grupą Juggernaut z którą nagrał dwa albumy. Muzyk współpracował ponadto z takimi wykonawcami i grupami muzycznymi jak Pete Perez, Halford, Patrick Lachman, Mike Chlasciak, Ray Riendeau, John West, Demons & Wizards, Riot czy Painmuseum.
Wraz z bratem Ronem występował w grupie Spastic Ink, której był współzałożycielem.

## Instrumentarium
| Bębny Pacific LX Series - 2x 18"x22” Bass Drums - 8"x10” Tom - 9"x12” Tom - 12"x14” Tom - 14"x16” Floor Tom - 5"x14” Snare Drum Pałki - Vic Firth American Classic Rock Naciągi Evans - 22” EMAD Bass Batter Heads (clear) - 22” EQ3 Resonant Bass Heads (black) - 14” MX Gold Standard Batter Head - 14” Hazy 300 Snare Side Head - 10” MX Tenor Head (white) lub EC2 Head - góra - 10” G1 Genera Head (clear lub coated) – dół - 12” MX Tenor Head (white) lub EC2 Head - góra - 12” G1 Genera Head (clear lub coated) – dół - 14” MX Tenor Head (white) lub EC2 Head - góra - 14” G1 Genera Head (clear lub coated) – dół - 16” MX Tenor Head (white) lub EC2 Head - góra - 16” G1 Genera Head (clear lub coated) – dół | Osprzęt DW - 9700 Straight/Boom Cym Stands - 9700L Straight/Boom Cym Stands - 9900 Double Tom Stand - 9991 Single Tom Stand - 9300 Standard Snare Stand - 9100M Round Seat - 9500 Hi-Hat Stand - Floor Tom Legs - 5002TD3 Bass Drum Pedals Talerze perkusyjne Paiste - 18” 2002 Power Crash - 19” 2002 Wild Crash - 17” 2002 Rock Crash - 17” RUDE Thin Crash - 17” RUDE Crash/Ride - 18” RUDE Crash/Ride - 21” SIGNATURE Dry Heavy Ride - 18” 2002 China - 18” SIGNATURE Heavy China - 14” 2002 Heavy Hi-Hats |

## Wideografia
- Bobby Jarzombek - Performance & Technique (2005, DVD, Alfred Music)